# نهضت أباد (فريدون شهر)
نهضت أباد (بالفارسية: نهضت‌آباد) هي قرية تقع في قسم تششمة لنغان الريفي في إيران. يقدر عدد سكانها بـ 665 نسمة .